# Masurovci
Masurovci (en serbe cyrillique : Масуровци) est un village de Serbie situé dans la municipalité de Babušnica, district de Pirot. Au recensement de 2011, il comptait 10 habitants.

## Démographie
| 1948 | 1953 | 1961 | 1971 | 1981 | 1991 | 2002 | 2011 |
| ---- | ---- | ---- | ---- | ---- | ---- | ---- | ---- |
| 218  | 218  | 184  | 131  | 80   | 52   | 28   | 10   |

|  |